# Alexander Georg Schlater

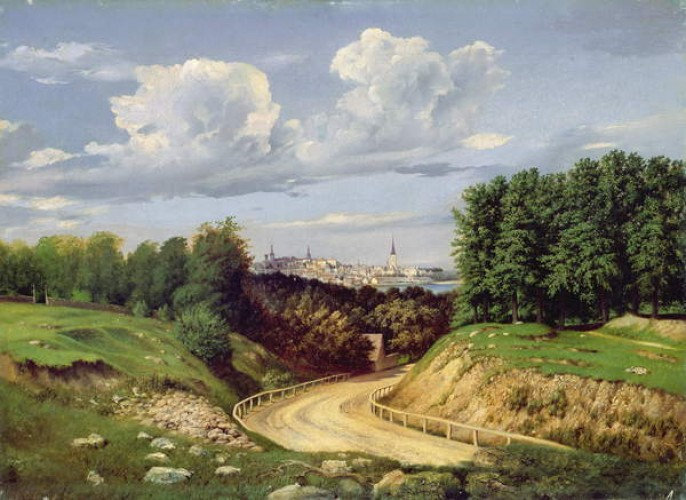
Ansicht von Tallinn

Alexander Georg Fedorowitsch Schlater (* 23. November 1834 in Dorpat, Gouvernement Livland, Russisches Kaiserreich; † 12. Juni 1879 in Düsseldorf) war ein deutsch-baltischer Landschafts- und Marinemaler der Düsseldorfer Schule.

## Leben

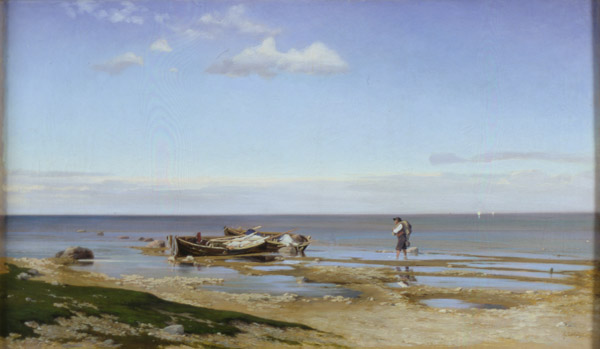
Kalapaadid (Fischerboote), 1873

Schlater, Sohn des in Riga tätigen Zeichenlehrers, Malers und Lithografen Georg Friedrich Schlater aus dessen erster Ehe mit Friederike, geborene Hoffmann, erhielt Zeichen- und Malunterricht von seinem Vater, der in Dorpat seit 1837 eine lithografische Anstalt betrieb. In den Jahren 1853 bis 1856/1857 studierte Schlater an der Kaiserlichen Kunstakademie in Sankt Petersburg. Dort war der Landschaftsmaler Maxim Nikiforowitsch Worobjow sein wichtigster Lehrer. Beeinflusst wurde er  in dieser Zeit außerdem von den russischen Landschaftsmaler Iwan Iwanowitsch Schischkin und Alexei Kondratjewitsch Sawrassow. Anschließend arbeitete er bis 1872 als Zeichenlehrer in Reval (Gouvernement Estland). 1869 verlieh ihm die Sankt Petersburger Akademie den Titel eines „freien Künstlers“. Bis 1872 nahm er dort an Ausstellungen teil. 1872 oder 1873 emigrierte er nach Düsseldorf, damals das Zentrum der Düsseldorfer Malerschule, wo der Landschaftsmaler Eugen Dücker, ebenfalls ein ehemaliger Schüler der Sankt Petersburger Akademie, gerade als Professor für Landschaftsmalerei an der Kunstakademie Düsseldorf die Nachfolge von Oswald Achenbach antrat. Von Düsseldorf aus unternahm Schlater mehrere Studienreisen an die niederländische Küste, die ihn zu Landschaftsbildern mit Szenen vom Leben der Fischer inspirierte. Schlater starb 44-jährig in Düsseldorf.